# Zeekr 009
Zeekr 009 – elektryczny samochód osobowy typu minivan klasy wyższej produkowany pod chińską marką Zeekr od 2023 roku.

## Historia i opis modelu

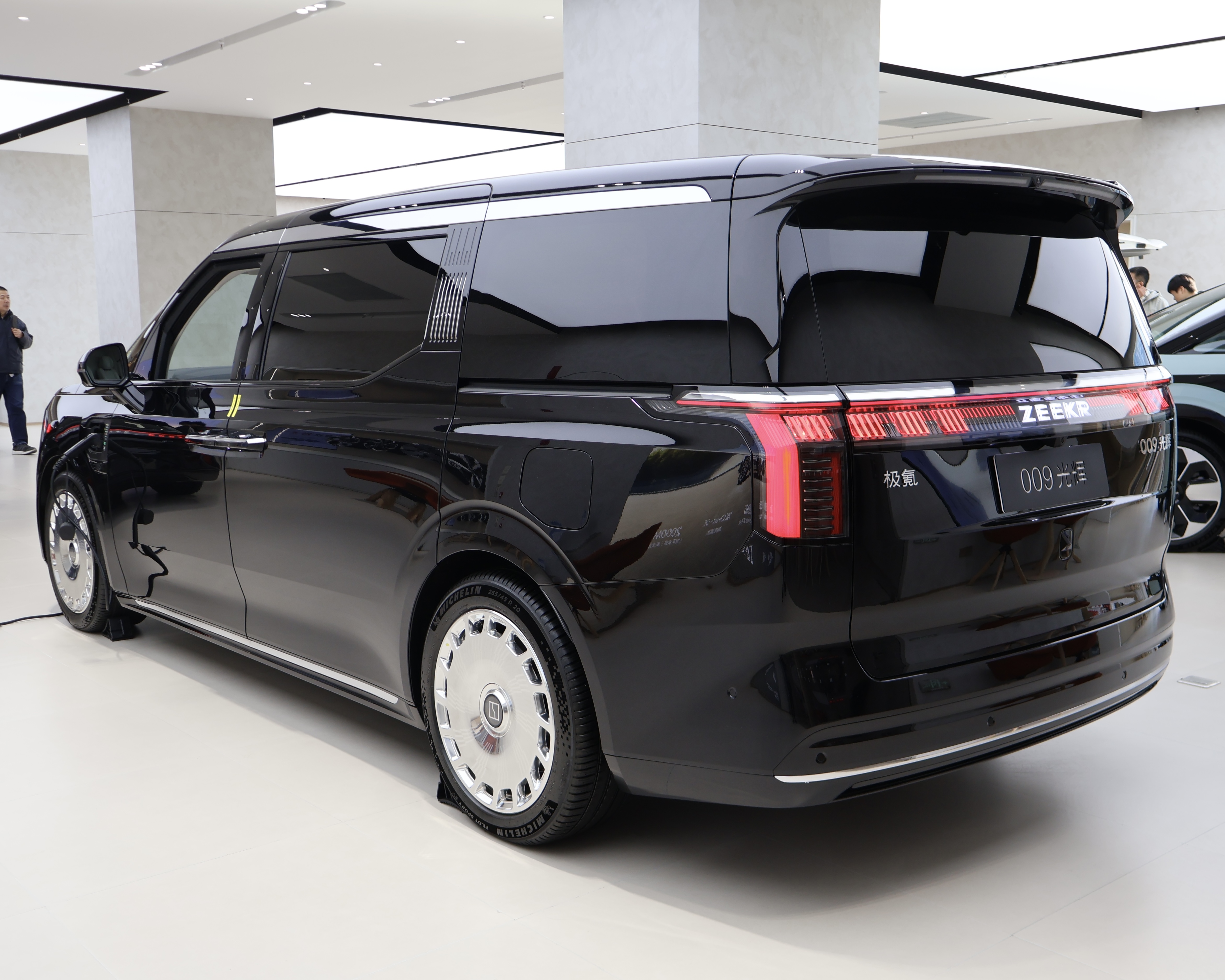
Zeekr 009 - tył

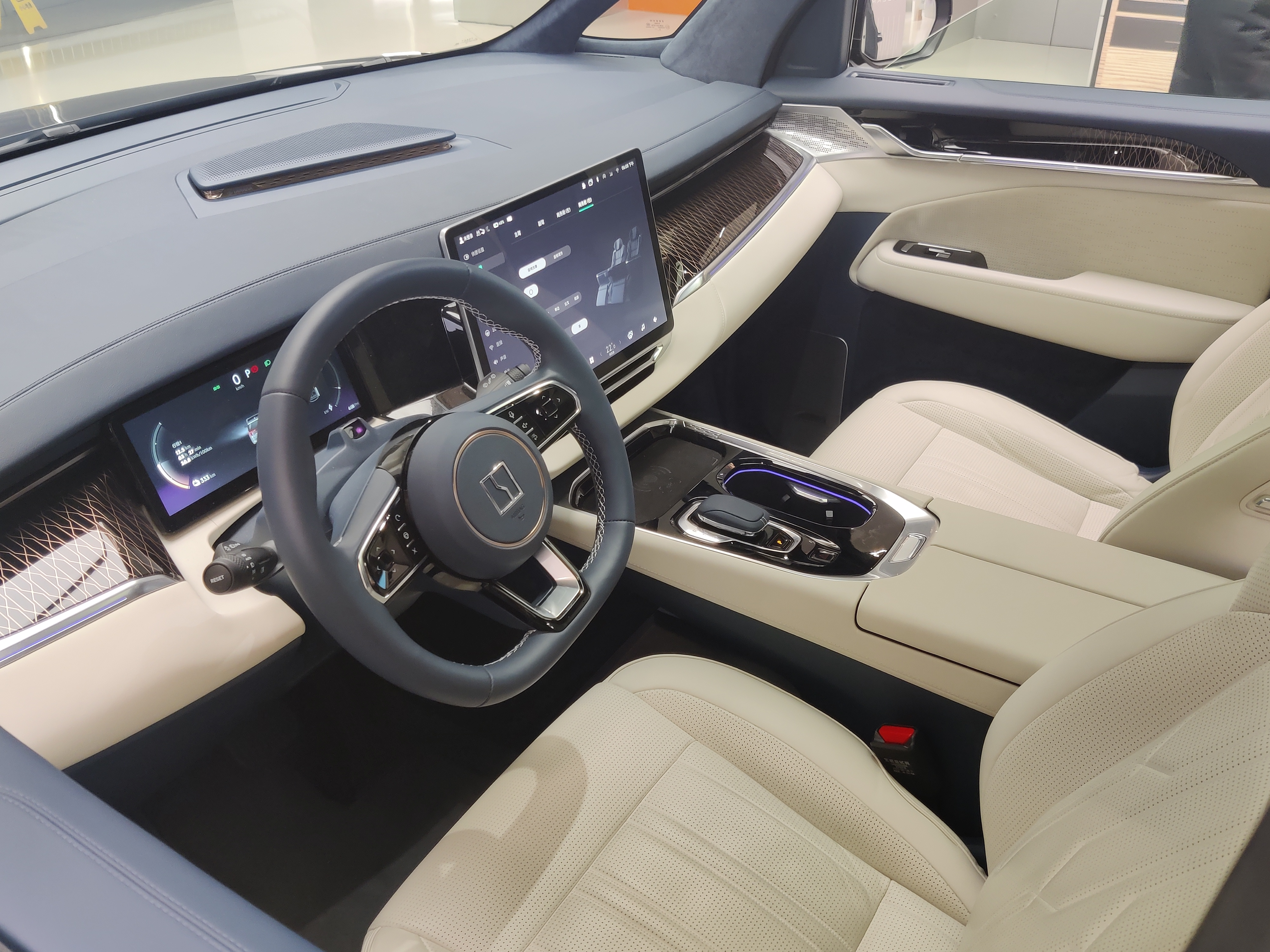
Zeekr 009 - kokpit

W sierpniu 2022 roku powstała przed rokiem chińska marka Zeekr przedstawiła swój drugi model 009, poszerzając swoją ofertę modelową dotychczas tworzoną przez flagowe shooting brake 001. Samochód przyjął postać pełnowymiarowego, luksusowo-rodzinnego minivana o w pełni elektrycznym napędem, stanowiąc odpowiedź na konkurencyjne konstrukcje takich marek jak Denza, Maxus czy Voyah. Podobnie jak inne debiutujące w 2022 roku konstrukcje koncernu Geely, elektryczny minivan oparty został na modułowej platformie SEA1 współdzielonej m.in. z modelami Lotus Eletre czy Jidu Robo-01.
Samochód utrzymano w awangardowej i niekonwencjonalnej estetyce, za którą odpowiedzialne było szwedzkie biuro projektowe koncernu Geely pod kierownictwem niemieckiego projektanta, Stefana Sielaffa. Charakterystyczną cechą Zeekr 009 stały się z dwurzędowe reflektory tworzone przez duże górne oświetlenie full LED w kształcie odwróconej litery "U". Pas przedni zdominowała masywna imitacja wlotu powietrza pokryta połyskującym chromem, który wypełniony został 154 diodami uzupełniającymi oświetlenie LED. Foremna sylwetka zwieńczona została biegnącym przez całą część nadwozia pasem świetlnym.
Kabina pasażerska utrzymana została w luksusowej aranżacji, z 6 niezależnymi fotelami w trzech rzędach siedzeń, do których dostęp ułatwiają odsuwane tylne drzwi. Optymalne przeszklenie zapewnia także dwuczęściowy, przeszklony dach. Deska rozdzielcza została utrzymana w cyfrowo-minimalistycznej estetyce, z centralnym 15,4 calowym wyświetlaczem systemu multimedialnego. Dodatkowe wyświetlacze dotykowe do sterowania klimatyzacją czy położeniem foteli umieszczono też na boczkach drzwi tylnych. Ponadto, na życzenie z sufitu może opaść 15,6 calowy ekran zapewniający łączność z internetem za pomocą systemu 5G, umożliwiający transmisję w jakości do 1080 pikseli w jakości HD.

### Sprzedaż
Po premierze w sierpniu 2022, Zeekr 009 miał swój oficjalny rynkowy debiut na rodzimym rynku chińskim w listopadzie tego samego roku, otwierając listę zamówień. Pomimo europejskiego debiutu rynkowego w 2023 roku, firma nie przewidziała sprzedaży swojego elektrycznego minivana poza regionem Chin. Dostawy pierwszych egzemplarzy wyznaczone zostały na styczeń 2023, tuż po oficjalnym zainaugurowaniu produkcji w pierwszych dniach tego roku. W 2024 roku zasięg rynkowy poszerzono także o rynki eksportowe, na czele z Hongkongiem i Tajlandią.

### Dane techniczne
Zeekr 009 to samochód w pełni elektryczny, którego napęd tworzy silnik o mocy 544 KM i 686 Nm maksymalnego momentu obrotowego, co pozwala rozpędzić się do 100 km/h w 4,5 sekundy. Zestaw akumulatorów dostarczany przez firmę CATL może mieć pojemność 116 kWh lub 140 kWh. Pierwszy pozwala przejechać na jednym ładowaniu według cyklu pomiarowego CLTC ok. 702 kilometry, a większy - ok. 822 kilometry.